# Diadegma argentellae
Diadegma argentellae là một loài tò vò trong họ Ichneumonidae.